# Таймшер
Таймшер (англ. timeshare, «разделение времени») — право одного из владельцев совместной собственности на использование собственности в отведённые ему участки времени. Чаще всего применяется на рынке недвижимости как международная система обмена отдыхом среди совладельцев курортных отелей клубного типа.
Время использования измеряется в неделях, которые сгруппированы в 3 цвета: красный (самый дорогой), белый, голубой.
Немецкая терминология более точно описывает систему: «Teilzeitwohnrecht» означает «Право проживания на долю времени».

## Таймшер в недвижимости
Система появилась в 1974 году, когда была зарегистрирована компания «Resort Condominiums International», RCI. Вторым крупнейшим участником рынка является компания «Interval International». С 1983 года на рынке Германии ведущую роль занимает компания MONDI- Holiday. В 2010 они ввели новую систему обмена Easy Exchange (Простой обмен). Права на отдых приобретаются на несколько лет, предусмотрена возможность обмена и даже наследования. Крупный таймшер-оператор США — redweek.com. Однако в странах СНГ очень много мошенников, использующих элитные бренды.
С целью повышения правовой защиты владельцев таймшера были созданы такие организации, как «Deutscher Bundesverband für Teilzeitwohnrechte e.V.» (Общенемецкий союз таймшера).

## Официальная терминология и определения, принятые в сфере таймшера
Апартотели — туристские комплексы с развитой инфраструктурой (приёмная, бар, ресторан, бассейн, спортзал, площадки для игр и т. д.) и отличающиеся от гостиниц тем, что состоят из апартаментов вместо традиционных гостиничных номеров.
Апартаменты — в Западной Европе — квартира в частном многоквартирном жилом или туристическом комплексе. Отличают различные типы апартаментов по размерам и количеству спален. В туризме характеристиками апартаментов являются максимальная вместимость и комфортность, которые указаны обычно в скобках через дробь (Прим.: 1-Bed (4\2) — апартаменты с одной спальней и максимальной вместимостью 4 человека, а комфортностью 2 человека). От гостиничного номера апартаменты отличаются наличием кухни (минимальной или полной).
Таймшер — форма владения собственностью в виде апартаментов в рамках комплекса апартотеля или право на бессрочное эксклюзивное использование апартаментами на основе разделения времени на срок, кратный неделе в каждом календарном году. Уникальной и привлекательной частью программы является обмен таймшеров через независимую обменную компанию.
Неделя отдыха — минимальный по длительности период времени проживания в апартаментах комплекса апартотеля, который можно приобрести в бессрочное владение в рамках программы таймшера. Не существует ограничений по количеству недель таймшера, которые может приобрести один покупатель.
Плавающее владение — покупатель, приобретая таймшер, определяется только с конкретным размером и типом апартаментов, количеством приобретаемых недель отдыха и сезоном. В рамках своего сезона владелец таймшера может заказывать проживание в оговорённом размере апартаментов в разные даты. (Прим.: В какой-то год вы едете в июне, а следующий год в сентябре или снова в июне.) Необходимо только сообщить заранее в клуб и заказать себе апартаменты на конкретные даты согласно дню заезда. Никаких доплат за изменение дат планируемой поездки не существует, как и не существует ограничений в рамках сезона. Идеально подходит людям, отпуска которых всегда в разное время или по скользящему графику.
Очки (баллы) — разновидность таймшера. Приобретённая собственность оценена в баллах (очках), которыми владелец как бы расплачивается при каждом отдельном заказе. Очень гибкая система, позволяющая выбирать и варьировать по необходимости в каждую поездку разный размер апартаментов, разбивать недельный отпуск на поездки выходного дня, заказывать десятидневный отдых и многое другое.
Владелец таймшера — физическое или юридическое лицо, которое приобрело либо получило иным способом таймшер. Различают «Основного Владельца» и «Совладельцев», где «Основной Владелец» — это человек, указанный первым на членских документах (документах владения таймшером) в том числе на сертификате таймшера. Одновременно владеть таймшером могут не более 4 человек. «Основной Владелец» и «Совладельцы» абсолютно равны в правах. Однако на сертификате указан адрес только «Основного Владельца» и на этот адрес высылается вся членская корреспонденция.
Мультиклуб — объединение курортов, у которых обычно один Учредитель. Клубы могут находиться в одном или в разных регионах и даже в разных странах. Существуют мультиклубы, объединяющие лишь три курорта, а есть объединения более двухсот курортов. Тип владения в мультиклубе всегда плавающий. Член клуба вправе выбирать в рамках своего сезона и размера и типа апартаментов, не только разное время для отдыха, но и место отдыха. (Прим.: Один год поехать отдыхать в июле на Коста-дель-Соль, а в следующий год на Новый Год на Тенерифе, а третий год — в Англию в мае и т. д.) Выбор места отдыха не требует доплат и иногда называется «бесплатным внутренним обменом». Считается преимуществом то, что экономятся деньги на обмене. Членство в мультиклубе не исключает возможность обмена через независимую обменную компанию. Однако такое привлекательное членство не подходит тем, кто хотел бы иметь гарантированное место и время отдыха.
Сертификат — документ, подтверждающий права владельца таймшера, свидетельство о собственности. В документе описана собственность владельца: название клуба, размер апартаментов, количество и номера недель, дата регистрации членства и выпуска сертификата, его номер, а также данные владельца, включая его адрес и совладельцев. Для таймшеров в виде очков в сертификате указано, сколько очков находится в собственности владельца. Обратная сторона сертификата является актом передачи членских прав и заполняется только в том случае, если владелец намеревается переуступить свои права (продать, подарить и т. п.) другому лицу или лицам. Храните членский сертификат в надёжном месте.
Учредитель курорта — организация, юридическое лицо, реже частное лицо, которое является первоначальным застройщиком курорта, владельцем земли и построек, составляющих комплекс отдыха. Застройщик комплекса таймшера, прежде чем подписать договор с обменной компанией и ввести свой комплекс в их систему обмена, обязан проделать ряд юридических действий. Эти действия направлены на обеспечение последующей юридической защищённости членов клуба (владельцев таймшера), как то: регистрация Устава Клуба, передача учредительных документов, включая акты на землю и строения независимому Попечителю и т. п. Учредитель для продажи таймшеров нанимает независимую маркетинговую компанию или иногда создаёт собственную, но обязательно финансово и юридически независимую от самого клуба.
Попечитель — (чаще всего Hutchinson & Co Trust Company First National Trustee Company или Нотариус) в большинстве Европейских стран обязательная независимая юридическая структура, призванная соблюдать законность и согласованность в клубе, защищая при этом интересы как учредителя, так и владельцев таймшера. В обязанности Попечителя входит: Обременение и доверительное хранение всех учредительных документов курорта; Создание Устава клуба и контроль над его соблюдением; Создание и ведение реестра членов клуба (владельцев таймшера); Присвоение и закрепление за ними собственности в виде недель и очков; Выпуск документов, подтверждающих владение таймшером (членских сертификатов); Переоформление членства с одного на другое лицо при перепродаже, дарении, наследовании и т. п.; Ведение специальных нотариальных счетов клуба (эскроу), куда может перечислять денежные средства покупатель таймшер, если он не доверяет платить ни маркетинговой компании, ни учредителю.
Управляющая компания — наёмная организация, в обязанности которой входит ежедневное управление курортом, обслуживание и содержание апартаментов и всей инфраструктуры комплекса. Изначально выбирает и нанимает управляющую компанию учредитель курорта. Впоследствии продлить договор на управление клубом или предоставить его другой управляющей компании может комитет клуба, заручившись большинством голосов рядовых членов клуба на ежегодном общем собрании. Управляющая компания нанимает и увольняет служащих курорта, составляет и распределяет бюджет содержания комплекса, осуществляет бронирование проживания в клубах с плавающим владением или системы очков (балов), рассылает счета по членским взносам, следит за своевременной их оплатой.
Маркетинговая компания — юридическое лицо, уполномоченное учредителем продавать принадлежащие ему таймшеры и для этого проводить любого рода маркетинговые мероприятия. Чаще всего маркетинговые компании для осуществления продаж таймшеров проводят индивидуальные или коллективные презентации, во время которых в течение нескольких часов разъясняют особенности, принципы работы и преимущества таймшера и предлагают сделать покупку по специальным презентационным предложениям. В ответственность маркетинговой компании перед покупателем таймшера входит достоверная информация о предмете и условиях покупки, своевременный перевод денежных средств покупателя на счёт попечителя или учредителя за вычетом своих комиссионных, а также обеспечение покупателя оригиналами членских документов, подтверждающими факт приобретения в соответствии с действующим законодательством (в том числе выдачу членского сертификата), а также карт обменной компании. После выдачи всех выше перечисленных документов обязанности маркетинговой компании перед покупателем считаются выполненными. Однако в связи с российской спецификой многие маркетинговые компании оказывают дополнительно сопутствующие услуги, которые владелец таймшера может получать и самостоятельно (как то: бронирование проживания, авиаперелёта, оформление виз и страховок). Различают маркетинговые компании, которые работают по договору с учредителем на территории курорта, и те, которые работают за его пределами, в том числе в других странах.
Агентства по перепродажам таймшеров — независимое юридическое лицо, ставящее своей целью извлечение прибыли из сделок купли-продажи между рядовыми членами клубов (владельцами таймшеров). По сути, деятельность идентична агентствам по продаже недвижимости. С одним отличием в том, что не организует просмотры апартаментов для покупателя. Это связано с тем, что обычно потенциальный покупатель уже бывал и отдыхал на конкретном курорте или владеет там неделей или очками. Агентства по перепродажам не проводят презентаций и не владеют технологиями первичных продаж, а работают исключительно с покупателями, которым хорошо известна система таймшера. Приняв заявку от потенциального продавца и согласовав с ним условия продажи, вносят это предложение в свой список и стремятся к привлечению потенциальных покупателей через средства массовой информации (газеты, журналы, интернет, телевидение). Современной тенденцией является создание Таймшер-интернет-магазинов и участие в туристических телеканалах. Агентство по перепродаже может оказывать услуги по перерегистрации членских документов (сертификатов) в соответствующих инстанциях или просто представлять продавца покупателю.
Обменная компания — организация, осуществляющая обмен недель таймшера между членами клуба. Они обеспечивают владельцам возможность обменять свой таймшер на другой — на другое время, место или и то и другое одновременно. Обменная компания гарантирует одинаковый уровень курортов, входящий в единый каталог курортов. Две крупнейшие обменные компании — это Resort Condominiums International и Interval International. Практически все курорты входят в одну из этих двух организаций. Однако есть обменные компании, которые допускают обмен между владельцами любых таймшеров.

## Преимущества таймшера по сравнению с отдыхом в обычном отеле
- Возможность передать за согласованную сумму свои недели во временное пользование (аренду) маркетинговым компаниям.
- Возможность подарить свои недели или передать по наследству.
- Хороший способ для предприятий и организаций решить проблему приобретения и содержания курорта для своих сотрудников и их семей.
- Особенно выгодна система таймшера для семей с детьми.
- Экономичный способ проведения своего отпуска при обеспечении более высокого уровня комфорта и обслуживания по сравнению с традиционными видами отдыха.
- Среди плюсов клубного отдыха особенно надо отметить его преимущество для семейного и молодёжного отдыха и наличие укомплектованной кухни, что позволяет экономить деньги, а также свободно строить свой распорядок дня по сравнению с обычными отелями.

## Недостатки таймшера
В России существенным недостатком является риск быть обманутым из-за отсутствия опыта работы с таймшером. Кроме того, в отличие от некоторых стран, например Испании, в России нет законодательной базы. Таким образом, риск увеличивает необходимость больших первоначальных вложений. Репутация таймшера в России сильно «подмочена». В судах рассматриваются сотни гражданских дел по искам людей, пострадавших от недобросовестных действий туристических компаний, занимающихся таймшером.
Плохая репутация таймшера в России связана с тем, что поставщики этих услуг часто предлагают проекты по завышенной цене, используют агрессивные методы продажи, выманивают деньги, предоставляя недостоверную информацию о возможном использовании недвижимости и размерах платы за её обслуживание. Таймшер сложно использовать в качестве инвестиции: часто не существует реального рынка для его перепродажи, к тому же поставщики услуг нередко не вносят записи о приобретении этой недвижимости в земельный кадастр или реестр собственности (при банкротстве покупатель не будет иметь никаких прав).

## Правовая защита
Для защиты покупателей от недобросовестных продавцов таймшеров многие страны ввели меры, направленные на предотвращение обмана покупателей. Американская ассоциация по развитию курортных центров (ARDA) опубликовала кодекс этики для США. Тихоокеанская Конференция Альтернативного Владения AOCAP активно ведет контроль продавцов клубного отдыха в Тихоокеанском регионе.
Согласно Директиве ЕС по таймшеру (действует не во всех странах), принятой в 1994 году, продавцы обязаны предоставить покупателю всестороннюю информацию, обеспечить права покупателя на отказ от договора. Она также содержит положения о защите прав покупателя.